# Saló recreatiu

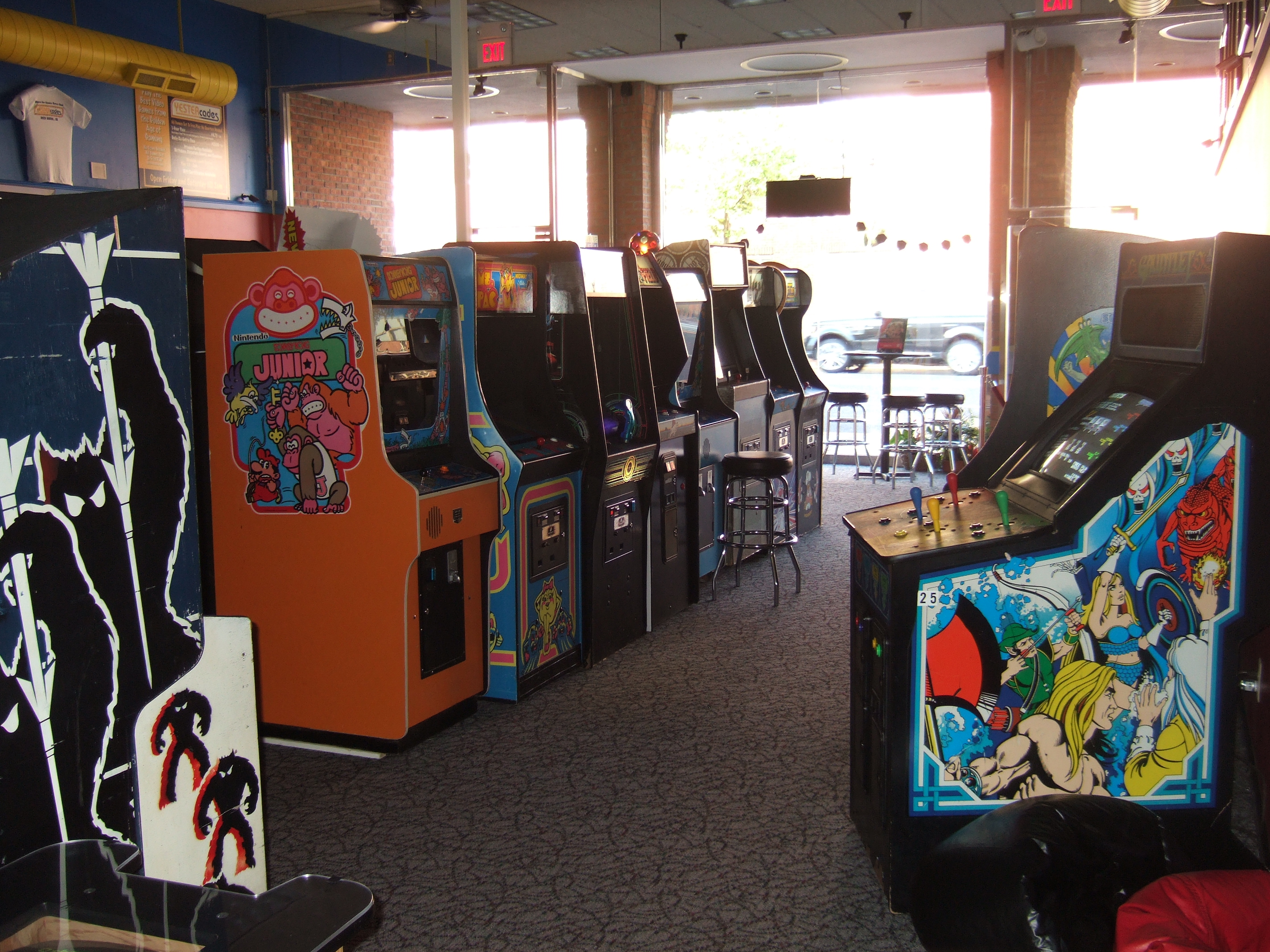
Màquines en un saló recreatiu a Red Bank

Un saló recreatiu o sala de màquines és el lloc on es troben un conjunt de jocs i màquines recreatives, en què a canvi d'una determinada quantitat de diners s'obté un temps de joc. Els jocs poden ser de tipus electrònic, electromecànic o manual:
1. Electrònics: són aparells similars a un ordinador en els quals el joc transcorre en una pantalla i el maneig del videojoc s'efectua normalment mitjançant una palanca de control i botons.
2. Electromecànics: tenen una part mecànica i una part elèctrica. Sovint la part elèctrica es basa en electroimants. L'exemple més conegut és el joc del milió.[5]
3. Manuals: són aparells en els quals se mesura l'habilitat del jugador, normalment competint amb altres com ara el futbolí, el billar, les bitlles o els dards.